# George Sebastian Silzer
George Sebastian Silzer, född 14 april 1870, död 16 oktober 1940, var en amerikansk demokratisk politiker som var guvernör i New Jersey.

## Tidigt liv
Silzer föddes i New Brunswick, New Jersey.

## Politisk karriär
George Sebastian Silzer var ledamot av New Brunswicks fullmäktige (aldermen) från 1892 till 1896. Han var ledamot av New Jerseys senat för Middlesex County från 1907 till 1912. Han valdes till guvernör i New Jersey 1922 och efterträdde Edward I. Edwards för en treårig mandatperiod den 15 januari 1923. Enligt dåvarande grundlag i New Jersey kunde han inte väljas om och han efterträddes av A. Harry Moore den 19 januari 1926.
Han utnämndes till ordförande för Port Authority of New York and New Jersey 1926 och tjänstgjorde som sådan till 1928.
George Sebastian Silzer avled den 16 oktober 1940 av en hjärtattack när han var på väg till Pennsylvania Station i Newark från sin advokatbyrå i staden.